# Don Newton
Donald „Don“ L. Newton (* 12. November 1934 in St. Charles, Virginia; † 19. August 1984 in Phoenix, Arizona) war ein US-amerikanischer Comiczeichner.

## Leben und Arbeit
Newton verbrachte seine ersten vier Lebensjahre in einer Bergarbeiterstadt in Virginia. Nachdem eine asthmatische Erkrankung bei dem Jungen festgestellt wurde, siedelte Newtons Familie in seinem vierten Lebensjahr nach Arizona über.
Mitte der 1960er Jahre kam Newton über seine Arbeit als Zeichenlehrer an der Mountain View Elementary School in Phoenix in Kontakt mit dem Herausgeber Gordon Love, der eine Zeichnung Newtons in der Science-Fiction-Fachzeitschrift The Golden Age #3 abdruckte. Ab 1968 arbeitete Newton schließlich als Zeichner für die Firma SFCA, die sich auf die Publikation von Sci-Fi-Fachzeitschriften spezialisiert hatte und für die er bis 1973 tätig blieb. In dieser Zeit schuf er vor allem Cover für Science-Fiction und Comic-Fanzines sowie die Layouts für die in Fanzine veröffentlichte Reihe The Savage Earth. Diese Arbeiten machten allmählich die verantwortlichen der größeren amerikanischen Comicverlage aufmerksam die Newton in den frühen 1970er Jahren erste Auftragsarbeiten zukommen ließen.
Im Verlauf des folgenden Jahrzehnts gelang es Newton, sich nach und nach als hauptberuflicher Comiczeichner zu etablieren. 1978 war er in seinem „Zweitberuf“ schließlich so weit anerkannt, dass er seinen eigentlichen Beruf als Zeichenlehrer aufgeben konnte, um fortan allein von seiner Arbeit als Comiczeichner leben zu können. 
Verlage, für die er arbeitete, waren dabei vor allem Charlton Comics, Marvel Comics und DC-Comics. Während er für Charlton an der Serie The Phantom arbeitete (1975–1976), produzierte Newton für die Marvel Comics – die er einige Male verließ um dann für kurze Zeit zurückzukehren – zunächst Cover für diverse Romantik- und Horrorcomics und Gastzeichnungen für Serien wie Giant-Size Defenders, Avengers, Savage Sword of Conan, Ghost Rider oder die Schwarzweißzeitschrift Unknown Worlds of Science Fiction Annual #1.
Für DC wurde Newton erstmals 1977 auf Vermittlung von Neal Adams tätig, der ihm den Zeichnerjob für eine Aquaman-Geschichte in DC-Special #28 verschaffte. Bis 1980 folgten weitere Aquaman-Geschichten, zu denen sich später Arbeiten für die Serien Adventure Comics, New Gods, Shazam!, Green Lantern, World’s Finest, The Brave and the Bold, Batman und Detective Comics, sowie für das von David Michelinie erdachte neue Feature Star-Hunters das erstmals in DC Super-Stars #16 vom Oktober 1977 erschien, hinzugesellten. Am erfolgreichsten war dabei Newtons Arbeit an der Batman-Figur, die – zeichnerisch an Dick Sprang einem der frühesten Batman-Zeichner überhaupt orientiert – sich in stattlichen neunundsiebzig Geschichten über den „Mitternachtsdetektiv“ niederschlug. 
Newton verstarb 1984 im Mesa Hospital in Phoenix, als er infolge einer Krebserkrankung im Halsbereich einen Herzinfarkt erlitt, der ihn in ein Koma fallen ließ, aus dem er nach mehrtägiger Bewusstlosigkeit nicht mehr erwachte. Seine letzte veröffentlichte Arbeit erschien 1985 postum in dem Comicheft Infinity Inc #13. 
Besonders häufige künstlerische Partner Newtons waren dabei die Autoren E. Nelson Bridwell, Gerry Conway und Len Wein, sowie die Tuscher Alfredo Alcala, Joe Rubinstein und Dan Adkins. 